# Psilota victoria
Psilota victoria är en tvåvingeart som beskrevs av Charles Howard Curran 1925. Psilota victoria ingår i släktet sotblomflugor, och familjen blomflugor. Inga underarter finns listade i Catalogue of Life.